# Boris Pokrowski
Boris Aleksandrowicz Pokrowski (ros. Бори́с Алекса́ндрович Покро́вский; ur. 10 stycznia?/23 stycznia 1912 w Moskwie, zm. 5 czerwca 2009 tamże) – rosyjski reżyser operowy i teatralny. Ludowy Artysta ZSRR (1961). Laureat Nagrody Leninowskiej (1980), czterokrotny laureat Nagrody Stalinowskiej (1947, 1948, 1949, 1950) oraz dwukrotny laureat Państwowej Nagrody Federacji Rosyjskiej (1995, 2004).
Pochowany na Cmentarzu Nowodziewiczym w Moskwie.

## Odznaczenia
- 1995: Państwowa Nagroda Federacji Rosyjskiej – za spektakle operowe ostatnich lat[2]
- 2004: Państwowa Nagroda Federacji Rosyjskiej – za spektakle operowe Jarmark soroczyński M. Musorgskiego i Juliusz Cezar i Kleopatra G.F. Händla wystawione w  Moskiewskim Państwowym Akademickim Teatrze Muzyki Kameralnej[3]